# Geir Ivarsøy
Geir Ivarsøy (ur. 27 czerwca 1957, zm. 9 marca 2006) – norweski programista, współzałożyciel i główny programista firmy Opera Software ASA.
W 1994 roku wraz z Jonem Stephensonem von Tetzchnerem rozpoczął w firmie Telenor prace nad projektem przeglądarki stron WWW o nazwie MultiTorg Opera. Po zakończeniu projektu w 1995 założył razem z Jonem S. von Tetzchnerem firmę Opera Software, gdzie kontynuowali swoje prace nad przeglądarką Opera.
Był twórcą pierwszej implementacji języka CSS w Operze. W styczniu 2004 roku ogłosił swoją rezygnację z członkostwa w zarządzie Opera Software. Pomimo tego pozostał aktywny w firmie. W czerwcu 2005 został wybrany członkiem Komitetu Nominacyjnego firmy.
Zmarł 9 marca 2006 po długiej walce z chorobą nowotworową. Wkrótce po tym Opera Software umieściła w kolejnej kompilacji Opera 9, na stronie "Opera:About" napis: "Ku pamięci Geira Ivarsøya" (ang. "In memory of Geir Ivarsøy").